# Collarino

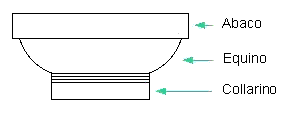
Capitel dórico.

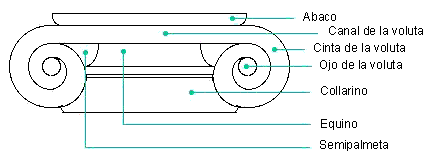
Capitel jónico.

El collarino es un elemento arquitectónico que sirve de nexo entre el fuste y el capitel de una columna. Se usa en los órdenes dórico, jónico, toscano, árabe y grecorromano del Renacimiento. Por lo general, es una moldura que sirve de remate del fuste, separado de este con el astrágalo, en forma de listel o baquetilla. En su unión con el equino puede tener unos anillos (annuli) en forma de listeles circulares. También puede tener forma de hipotraquelio, y a veces está decorado con antemas, ornamentos vegetales en forma de palmetas o hileras de flores.